# Fréchetafgeleide
De Fréchet afgeleide is een afbeelding tussen Banachruimten. Het is genoemd naar de Franse wiskundige Maurice Rene Fréchet.
De Fréchet-afgeleide is een generalisatie van het begrip totale afgeleide uit de differentiaalrekening (vergelijk dit met de Gâteaux-afgeleide dat een generalisatie is van het begrip richtingsafgeleide (c.q. partiële afgeleide)). In de natuurkunde noemt men een Fréchet-afgeleide een functionele afgeleide. 

## Definitie
Laat X en Y Banachruimten zijn, F: X → Y en U een open deel van X. Dan heet F Fréchet differentieerbaar in x ∈ X als er een continue lineaire operator {\displaystyle \Lambda :X\to Y} bestaat waarvoor geldt
{\displaystyle \lim _{h\to 0}{\frac {||F(x+h)-F(x)-\Lambda (h)||}{||h||}}=0}

## Relaties met de Gâteaux-afgeleide
- Elke Fréchet-differentieerbare afbeelding is Gâteaux-differentieerbaar en de afgeleiden stemmen met elkaar overeen.
- De omkering is niet juist. Wel geldt:
Als F Gâteaux-differentieerbaar is op een open deel U van X en F'  is continu en F'(u) is een begrensde lineaire afbeelding voor elke u∈ U, dan is F Fréchet-differentieerbaar.

## Eigenschappen
- Als een afbeelding F Fréchet-differentieerbaar is, dan is F continu. (Zie ook bij Gâteaux-afgeleiden waarvoor die eigenschap niet geldt!).
- Als a en b scalairen zijn uit het grondlichaam (Be: grondveld) van X, dan geldt voor F,G: X → Y: (aF+bG)' = aF' + bG' .
- De kettingregel: Als F : X → Y en G: Y → Z, dan geldt: (GoF)'(x) = G'(F(x)).F'(x)
- Als X = Rn en Y = Rm, dan is de Fréchet afgeleide niets anders dan de totale afgeleide uit de differentiaalrekening.
- De Fréchet-afgeleide is te generaliseren tot afgeleiden van hogere orde.